# جيورجيو بانتانو
جيورجيو بانتانو (بالإيطالية: Giorgio Pantano)‏ مواليد 4 فبراير 1979 في بادوفا، فينيتو، إيطاليا، هو سائق فورملا 1 إيطالي بدأ مسيرته الاحترافية عام 2004. كان أول سباق له هو جائزة أستراليا الكبرى 2004. خاض خلال مسيرته 15 سباقاً.

## سباقات شارك فيها
- بطولة فورمولا 3 الألمانية
- سلسلة إندي كار
- إنديانابوليس 500

## روابط خارجية
- جيورجيو بانتانو على موقع Racing-Reference.info (الإنجليزية)
- جيورجيو بانتانو على موقع DriverDB.com (الإنجليزية)